# Jabís
El jabís (en árabe, الخبيص al-ḫabīṣ; en inglés romanizado, khabees) es un plato dulce tradicional de Estados del Golfo: Catar, Baréin, Kuwait, Arabia Saudí y los Emiratos Árabes Unidos. Está hecho de harina y aceite y es generalmente servido como plato tradicional para almuerzo, especialmente durante Eid días.

## Etimología
Jabís proviene de la palabra árabe خبَصَ que se traduce como «mezclar».

## Historia
Una receta de jabís fue mencionada en un libro de cocina árabe del siglo X, Kitab al-Ṭabīḫ (el libro de platos) de Ibn Sayyar al-Warraq.
- Datos: Q6398785